# Экар, Жан
Жан Эка́р (1848—1921) — французский писатель.
Выступил со сборником «Jeunes Croyances» (1867); любители поэзии оценили наивность его вдохновений.
Написал также:
- «Au clair de la lune» (1870, скан) — одноактная комедия в стихах;
- «Les Rebellions et les Apaisements» (1871);
- «Pygmalion» (1872);
- «Mascarille» (1872);
- «Mascarille» (1873);
- «La Venus de Milo» (1874, скан);
- «Les Poemes de Provence» (1874, скан);
- «La Chanson de l’enfant» (1875, изд. 1884);
- «Visite en Hollande» (1879);
- «Miette et Nore» (1880, скан);
- «Lamartine» (1883);
- «Smilis» (1884);
- «Emilio» (1884);
- «Le Dieu dans l’Homme» (1885);
- «Le Livre des petits» (1886);
- «Le Livre d’heures de l’amour» (1887);
- «Au bord du desert» (1888);
- «Le père Lebonnard» 1889);
- «Roi de Camargue» (1890);
- «Jésus» (1896, скан);
- «Notre-Dame d’Amour» (1896, скан);
- «Tatas» (1901),
- «Maurin des Maures» (1906, скан);
- «L’Illustre Maurin» (1908).

Член Французской академии с 1909 года.
По поводу визита русской эскадры в Тулон он написал поэму «Русским» («Aux russes»), опубликованную в Тулоне и хранящуюся в серии S1 в его муниципальном архиве.